# Carl Branson
Carl Colton Branson (* 15. September 1906 in Oberlin, Ohio; † 27. August 1975 in Norman, Oklahoma) war ein US-amerikanischer Geologe und Paläontologe.

## Leben
Branson war der Sohn von Edwin Bayer Branson (1877–1950) und Grace Muriel Colton. Sein Vater war Paläontologe und ehemaliger Leiter der geologischen Abteilung der University of Missouri. Branson wuchs in Missouri auf und besuchte die University of Missouri, wo er 1926 seinen Bachelor of Arts und 1927 seinen Master of Arts erhielt. 1926 wurde Branson in die Phi Beta Kappa gewählt und hielt während seiner gesamten Karriere Kontakt zu dieser Gesellschaft. 1929 wurde er an der University of Chicago zum Ph.D. in Geologie promoviert.
Anschließend begann seine Lehrtätigkeit für Paläontologie am State College of Washington. Von 1930 bis 1940 unterrichtete er an der Brown University. 1940 nahm er eine Gast-Assistenzprofessur für Geologie an der Northwestern University an und 1941 wechselte er an die University of Kentucky, wo er außerordentlicher Professor für Geologie war. Ab 1944 arbeitete er als Forschungsgeologe für das Erdölunternehmen Shell, bis er 1950 Professor für Geologie an der University of Oklahoma wurde. Er war bis 1963 Direktor der University of Oklahoma School of Geology und von 1954 bis 1967 auch Direktor des Oklahoma Geological Survey und damit Staatsgeologe von Oklahoma. Anschließend wurde er Forschungsgeologe beim Oklahoma Geological Survey, behielt aber seine Professur für Geologie und Geophysik an der School of Geology bis 1972, als er emeritiert wurde.
Branson engagierte sich in mehreren nationalen und internationalen Organisationen. In der American Association of Petroleum Geologists (AAPG) war er von 1956 bis 1958 Bezirksvertreter, diente im Redaktionsausschuss und war von 1962 bis 1963 Distinguished Lecturer. 1962 war er Herausgeber des Standardwerkes Pennsylvanian System in the United States – A Symposium und 1973 wurde er zum Ehrenmitglied gewählt. Branson war ferner Mitglied in der Geological Society of America, der Paleontological Society, der Society of Economic Paleontologists and Mineralogists, der Society of Vertebrate Paleontology, der Paleontology Society of India, dem Paleontology Research Institute, der American Association for the Advancement of Science, der Association of American State Geologists, wo er von 1962 bis 1963 als Präsident diente, dem American Institute of Mining, Metallurgical, and Petroleum Engineers, der Oklahoma City Geological Society, wo er 1964 zum Ehrenmitglied gewählt wurde, der Tulsa Geological Society, der Ardmore Geological Society, der Oklahoma Academy of Science sowie in den Gelehrtengesellschaften Sigma Xi, Gamma Alpha und Sigma Gamma Epsilon. Von 1964 bis 1965 war er Präsident des Alpha Chapters an der University of Oklahoma.
Zwischen 1930 und 1972 veröffentlichte Branson 202 Arbeiten als Hauptautor oder Co-Autor. Die erste war eine Abhandlung mit dem Titel Paleontology and Stratigraphy of the Phosphoria Formation Insgesamt befassten sich 92 seiner Artikel mit paläontologischen Themen, 43 mit Stratigraphie, 24 mit allgemeiner Geologie, 20 mit Gedenkschriften, zwölf mit Rezensionen, sieben mit Lagerstättenkunde und vier mit der Kartierung.

## Privates
1948 heiratete Carl Branson Ila Irene Freeman, damals Geologin beim U.S. Geological Survey. Nach ihrer Heirat gab Ila Branson ihren Beruf als Geologin auf und beschränkte sich darauf, zwei Söhne, Derick und David, und eine Tochter, Deborah, aufzuziehen, die alle die University of Oklahoma besuchten. Branson erlitt im April 1969 einen Schlaganfall, der ihn teilweise lähmte.